# Вишняківська вулиця
Вишнякі́вська ву́лиця — вулиця в Дарницькому районі міста Києва, житловий масив Осокорки. Пролягає від вулиць Ревуцького та Вирлицької до вулиці Лариси Руденко.

## Історія
Забудову вулиці Нової, 4 розпочато на початку 1990-х років, сучасна назва — з 1993 року. Назва походить від місцевого топоніму — назви струмка.

## Установи та заклади
- Храм блаженної Ксенії Петербурзької (УПЦ МП) (буд. № 1-А)
- Дошкільний навчальний заклад №791 (буд. № 8-Б)
- Дошкільний навчальний заклад №149 (буд. № 12-Б)
- ЖЕД №206 Дарницького району (буд. № 12)
- Українська академія геральдики, товарного знаку та логотипу (буд. № 7-А)
- Мережа хостелів Cheaphouse (буд. № 7-Б)